# جيوفاني هاغ
جيوفاني هاغ (بالفرنسية: Giovanni Haag)‏ هو لاعب كرة قدم ورياضي فرنسي في مركز الوسط، ولد في 20 مايو 2000 في متز في فرنسا. لعب مع إي أس نانسي.

## وصلات خارجية
- جيوفاني هاغ على موقع قاعدة بيانات كرة القدم.إي يو (الإنجليزية)
- جيوفاني هاغ على موقع ليكيب (الفرنسية)
- جيوفاني هاغ على موقع Soccerway.com (الإنجليزية)